# Tecticeps pugettensis
Tecticeps pugettensis är en kräftdjursart som beskrevs av Hatch 1947. Tecticeps pugettensis ingår i släktet Tecticeps och familjen Tecticipitidae. Inga underarter finns listade i Catalogue of Life.